# 村瀬末一

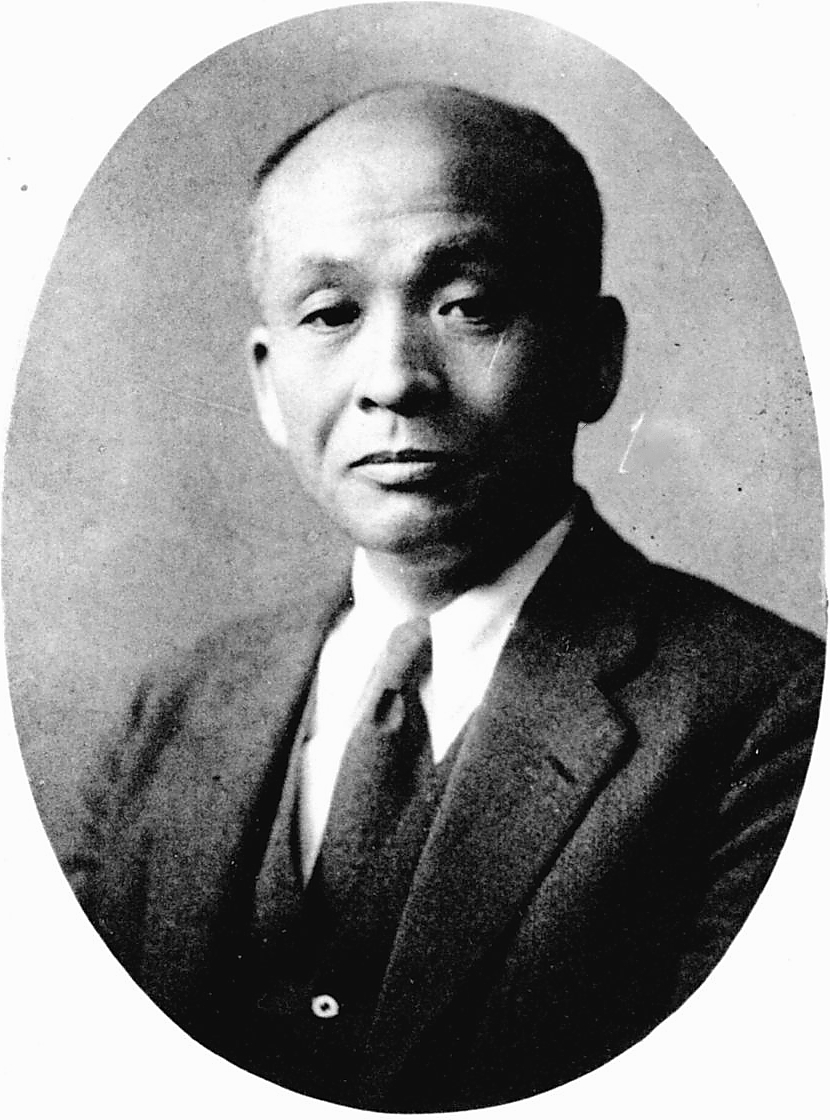
村瀬末一

村瀬 末一（むらせ すえいち、1882年（明治15年）1月27日 - 1953年（昭和28年）3月24日）は、大正から昭和にかけて活動した日本の実業家。主として電気事業に関係し、当時の大手電力会社である大同電力の副社長などを務めた。岐阜県出身。

## 経歴

### 生い立ち
村瀬末一は1882年（明治15年）1月27日、村瀬与平の次男として生まれた。出身は岐阜県本巣郡網代村（現・岐阜市）。生家の村瀬家は江戸時代は士分であったが、明治に入り家禄を失い、末一が生まれた頃には所有の山林田畑を売り払って没落していた。
先に勤めに出た兄の支援で上京し慶應義塾普通部に入学。次いで大学部法律科へ進み、1907年（明治40年）、26歳のとき慶應義塾を卒業した。古河鉱業（現・古河機械金属）の近藤陸三郎や昆田文治郎の勧めで同社に入社し、東京の鉱務部で勤めるが、まもなく志願兵として陸軍に入隊。除隊後も古河鉱業に留まり、今度は門司へと赴任して販売店に勤務するが、1年ほどで辞職した。その後は慶應義塾に戻り、大学予科・商工部を担当する教師となり法学や法制経済の講義にあたった。

### 名古屋電灯入社

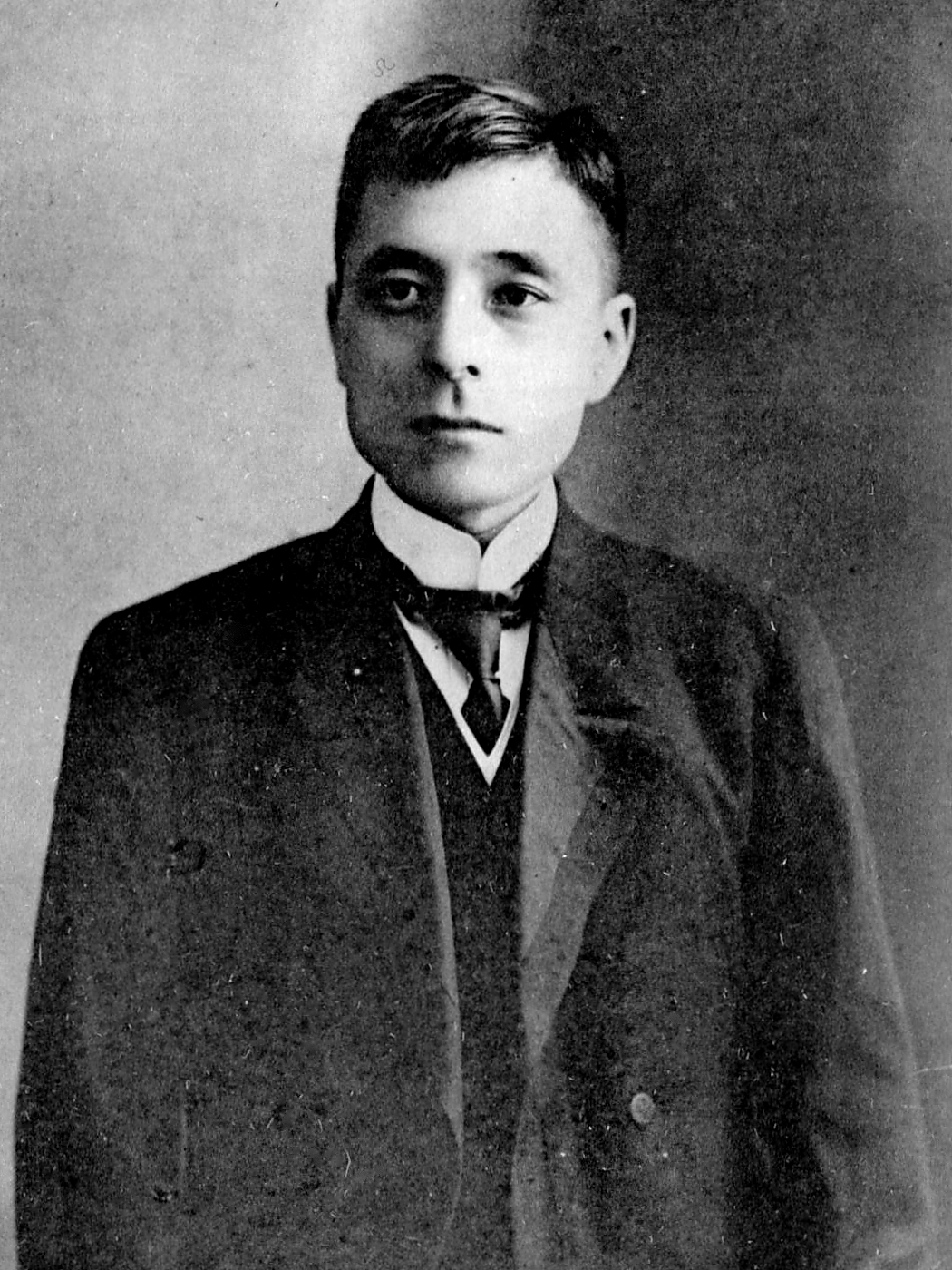
福澤桃介

教師を辞めて再び実業界入りを志すと今度は東京電灯に入社し営業課員として勤めるが、同社に見切りをつけて約2年半で退職。辞職後は名古屋へ赴き、慶應義塾の先輩で当時名古屋電灯を経営する福澤桃介（常務取締役、1914年以降社長）と面会し、同社へと入社した。間もなく第一次世界大戦が勃発し、村瀬は召集されて第3師団付となるが、出征しないまま名古屋電灯に復帰。同社では営業課長を務め、次いで1916年（大正5年）2月副支配人に昇任した（青木義雄とともに副支配人、支配人は角田正喬）。
村瀬が副支配人となった名古屋電灯では、木曽川・矢作川開発を企画して1914年（大正3年）に「臨時建設部」を設置していた。1916年2月、同部の組織を拡充して総務・電気・土木の3課が設置されると村瀬は総務課長も兼任した。臨時建設部ではまず木曽川にて賤母（しずも）発電所、矢作川にて串原仮発電所の建設に着手する。このうち串原仮発電所は、電力不足の折柄竣工を急ぐために既設長良川発電所から予備設備を移設し、機械にあわせて発電所位置を選定するという荒業で1918年（大正7年）4月に運転を開始させた。この工事に関連して村瀬は工事の認可を得るべく地元や当局との折衝にあたった。
1918年9月、名古屋電灯から電源開発部門などが独立して木曽電気製鉄（後の木曽電気興業）が設立され、新会社が木曽川や矢作川での電源開発を手がけ、名古屋電灯は配電事業に特化するという体制となった。この際、村瀬は名古屋電灯副支配人を辞任し、木曽電気製鉄の支配人へと転じた。翌1919年（大正8年）9月、電源開発用セメントの自給目的で設立された名古屋セメントの代表取締役に就任。さらに同年10月、木曽川の電力を関西地方へと送電すべく木曽電気興業と京阪電気鉄道の合弁で大阪送電が設立されると、村瀬も取締役に選出された。

### 大同電力副社長となる

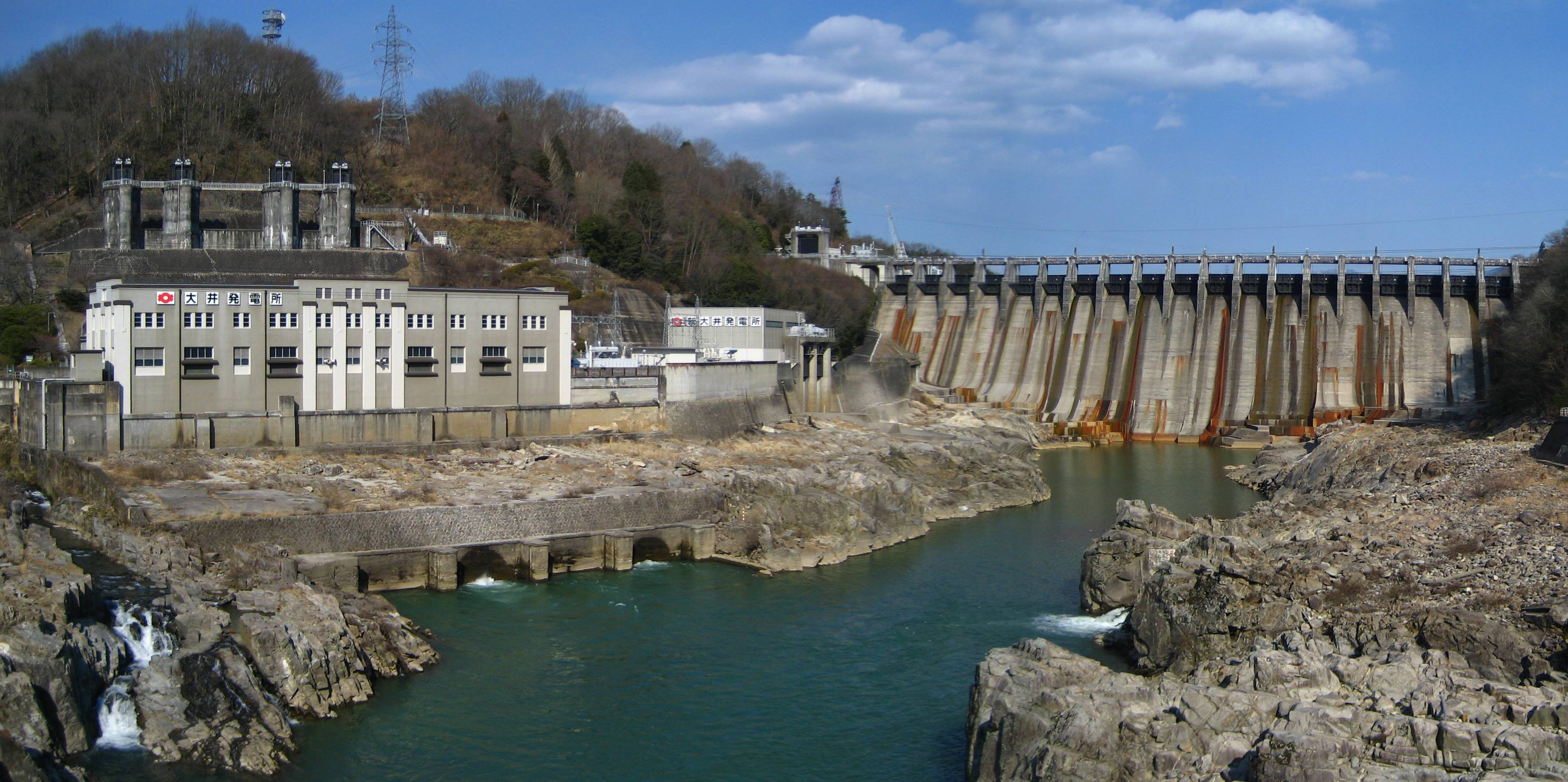
大同電力が建設した大井ダムと大井発電所（左）

1921年（大正10年）2月、大阪送電・木曽電気興業に日本水力を加えた3社が合併し、資本金1億円の大同電力株式会社が発足する。社長に福澤桃介、副社長に宮崎敬介、常務取締役に増田次郎ほか4名がそれぞれ選出され、その下で村瀬は取締役兼支配人に就任した。大同電力成立後も電源開発は続き、大井ダム（岐阜県、1924年竣工）のような難工事もあったが、村瀬は建設方面を担当してその完成に努めた。電源開発に関連し、1922年（大正11年）2月に大同電力が傍系会社北恵那鉄道（現・北恵那交通）を設立した際には取締役に就任。次いで同年8月、名古屋セメントが豊国セメントに合併されると、その豊国セメントの取締役となった。翌1923年（大正12年）4月には大同電気製鋼所（大同特殊鋼の前身）の取締役にも選ばれている。
1925年（大正14年）12月、大同電力常務取締役に就任。傍系会社では、1926年（大正15年）3月天竜川開発を目的に天竜川電力が発足すると常務取締役に選出。翌1927年（昭和2年）1月には増田次郎の後任として大阪府に供給区域を持つ大阪電力の第2代社長に就任した。そして1928年（昭和3年）6月26日、大同電力において初代社長福澤桃介が退任して増田次郎が副社長から2代目社長に上がると、常務であった村瀬は同じく常務の太田光凞とともに代表取締役副社長に昇格した。
こうして大同電力副社長まで昇進した村瀬であるが、やがて社長の増田を抑えてほとんど社長実権者のようになり、周囲に不快感を抱かせたという。また対外交渉においても闘争的な態度をとっており、これが業界内で大同電力が孤立して主務省や金融機関からも距離を置かれる原因となったとされる。大同電力は1931年（昭和6年）11月期の決算において不況による減収で減配（年率8パーセントから6パーセントへ）を余儀なくされたが、この減配と役員の総改選が重なったことで村瀬に対する不満が噴出、太田光熈や寺田甚与茂らが村瀬の更迭を求めるに至る。社長の席を将来的には村瀬に譲る意向であったという増田は対立の緩和に努めたものの最終的に副社長制の廃止を決断した。そして同年12月26日の株主総会をもって村瀬は太田とともに代表取締役副社長から退いた。
村瀬は以後、会社解散直前の1939年（昭和14年）3月まで大同電力の取締役に留まったが、藤波収や永松利熊が常務取締役に昇格していく中でも平取締役のままであった。

### 昭和電力副社長へ転ずる

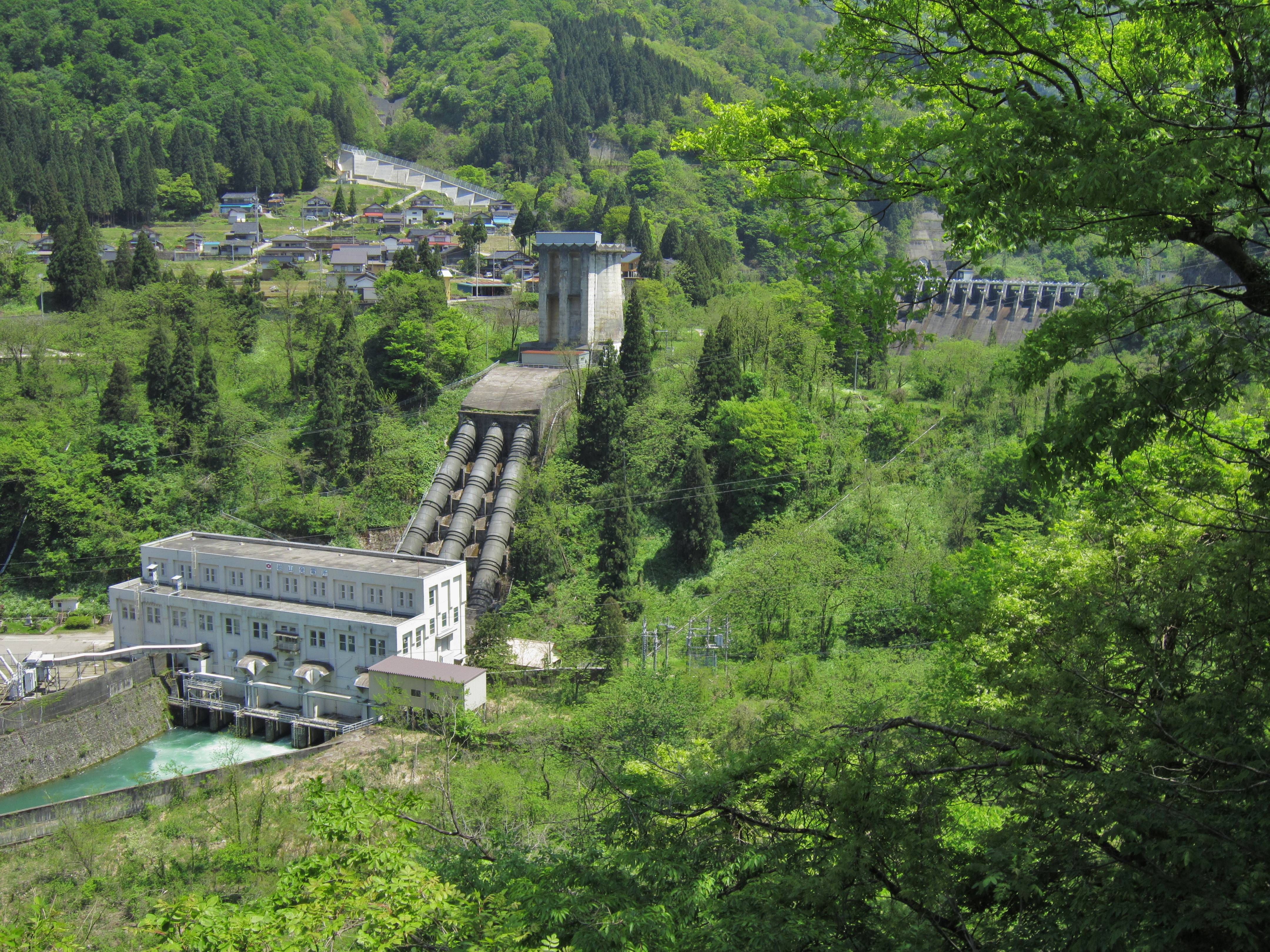
昭和電力が建設した祖山発電所と祖山ダム

大同電力傍系の電力会社では、大阪電力社長を務めていたが1931年12月これも退任（1933年6月取締役からも退任）。常務を務める天竜川電力は1931年11月矢作水力に合併されたが、矢作水力では村瀬は取締役である。これらに対し、昭和電力株式会社では大同電力副社長退任を機に監査役から社長に昇格した。
昭和電力は、1926年（昭和元年）12月に庄川水系や九頭竜川水系など北陸地方における電源開発を目的に資本金4000万円で設立された大同電力の傍系会社である。設立とともに村瀬は取締役に就任し、1931年5月の役員削減の際に監査役に移っていたが、1931年12月28日の株主総会にて増田と入れ替わって代表取締役社長に選出された。こうして第2代社長に就いたものの、1年半後の翌1933年（昭和8年）6月16日、親会社の統制強化に伴う重役総改選があり、増田が社長に復帰して村瀬は副社長に下がった。副社長在任中の昭和電力では、庄川祖山発電所の建設以来不況のため中断していた電源開発を再開し、1937年（昭和12年）以降九頭竜川水系に2つの発電所を新設したほか、総出力20万キロワットに及ぶ電源開発計画にも着手した。
日中戦争下の1939年4月、親会社の大同電力が国策会社日本発送電に設備を出資するなどして解散した。大同電力社長の増田次郎は日本発送電初代総裁に転じ、これに伴い昭和電力社長も辞任したため、昭和電力では村瀬が副社長のまま同社を取り仕切ることとなった。しかし同年10月31日、経営合理化などを目的として昭和電力は日本発送電に吸収された。追って取締役を務める矢作水力も日本発送電その他に設備を出資して1942年（昭和17年）4月に解散した。

### 電力業界以外での活動
電力会社以外では、大同電力副社長就任直後の1928年6月末に福澤桃介の後任として北恵那鉄道の代表取締役社長に昇格。1929年（昭和4年）5月には豊国セメントでも代表取締役社長に就任した。ただし豊国セメント社長は1年半後の1930年（昭和5年）11月に福澤の復帰により退いている（取締役には在任）。1923年から在任中の大同電気製鋼所取締役は1931年4月に退任した。
1932年11月30日、豊国セメントの代表取締役社長に再任された。同社は名古屋と福岡県・佐賀県に工場を持つ資本金750万円のセメントメーカーである。元は大同電力と東邦電力（名古屋電灯の後身）を親会社としていたが、翌1933年（昭和8年）になって大同電力・東邦電力はともに持株を放出。そのうち大部分を磐城セメント（現・住友大阪セメント）が買い取ったことから、豊国セメントは1934年（昭和9年）4月より磐城セメントの傍系会社となった。磐城セメント傘下に入ったものの、村瀬は引き続き社長に留任している。在任中の1938年（昭和13年）12月には業界団体のセメント連合会理事長にも就任した。
日中戦争の影響は電力業界のみならずセメント業界にも及び、国家統制が強化されていく中で業界内における自主統制の一環として磐城セメントは傍系会社の吸収に踏み切り、豊国セメントについても1941年（昭和16年）11月26日付で吸収合併した。村瀬は合併まで豊国セメント社長に在任していた。ただし磐城セメントにおいては合併後も取締役や監査役には就いていない。
1943年版の『人事興信録』によると、村瀬はこのころ磐城セメント相談役や北恵那鉄道社長、飛州木材会長などを務めていたとある。北恵那鉄道および飛州木材はともに当時日本発送電の傘下にあり、前者は前述の通り元大同電力系の鉄道会社、後者は昭和電力などが出資していた木材会社である。このうち北恵那鉄道社長在職のまま、1953年（昭和28年）3月24日に糖尿病のため死去した。満71歳没。東京都渋谷区代々木本町の自宅で告別式が営まれた。

## 主な役職
- 大同電力株式会社取締役 ： 1920年11月就任・1939年3月辞任
  - うち1925年12月から常務取締役、1928年6月から1931年12月まで代表取締役副社長
- 北恵那鉄道株式会社取締役 ： 1922年2月就任
  - 1928年6月より代表取締役社長
- 豊国セメント株式会社取締役 ： 1922年8月就任・1941年11月解散（磐城セメントと合併）
  - うち1929年5月から1930年11月までおよび1932年11月から代表取締役社長
- 株式会社大同電気製鋼所取締役 ： 1923年4月就任・1931年4月退任
- 天竜川電力常務取締役 ： 1926年3月就任・1931年11月解散（矢作水力と合併）
- 昭和電力株式会社取締役 ： 1926年12月就任・1931年5月退任
- 昭和電力株式会社代表取締役 ： 1931年12月就任・1939年10月解散（日本発送電と合併）
  - うち1931年12月から代表取締役社長、1933年6月から代表取締役副社長
- 大阪電力株式会社取締役 ： 1927年1月就任・1933年6月退任（1931年12月まで代表取締役社長）
- 神岡水電株式会社監査役 ： 1928年4月就任[42]・1939年5月辞任[43]
- 矢作水力株式会社取締役 ： 1931年11月就任・1942年4月解散